# Cool Kids
"Cool Kids" is een nummer van de Amerikaanse indiepopband Echosmith.

## Geschiedenis
Het nummer kwam uit op 31 mei 2013 en staat op het debuutalbum Talking Dreams. "Cool Kids" is geschreven door Jamie Sierota, Noah Sierota, Sydney Sierota, Graham Sieorta, Jeffery David en Jesiah Dzwonek. Hoewel het nummer in 2013 uitkwam, kwam "Cool Kids" pas in 2014 in de hitlijsten. In de Nederlandse, Vlaamse, Deense en Australische hitlijsten behaalde het nummer een plaats binnen de top tien. 
De officiële muziekvideo werd uitgebracht op 21 juni 2013. De regie lag in handen van Gus Black. Op 11 september 2014 bracht Echosmith een nieuwe muziekvideo uit.

## Tracklijst
| Nr. | Titel     | Duur |
| --- | --------- | ---- |
| 1.  | Cool Kids | 3:36 |

## Hitnoteringen

### Nederlandse Top 40
| Hitnotering: 04-10-2014 t/m 14-03-2015 | Hitnotering: 04-10-2014 t/m 14-03-2015 | Hitnotering: 04-10-2014 t/m 14-03-2015 | Hitnotering: 04-10-2014 t/m 14-03-2015 | Hitnotering: 04-10-2014 t/m 14-03-2015 | Hitnotering: 04-10-2014 t/m 14-03-2015 | Hitnotering: 04-10-2014 t/m 14-03-2015 | Hitnotering: 04-10-2014 t/m 14-03-2015 | Hitnotering: 04-10-2014 t/m 14-03-2015 | Hitnotering: 04-10-2014 t/m 14-03-2015 | Hitnotering: 04-10-2014 t/m 14-03-2015 | Hitnotering: 04-10-2014 t/m 14-03-2015 | Hitnotering: 04-10-2014 t/m 14-03-2015 |
| Week:                                  | 1                                      | 2                                      | 3                                      | 4                                      | 5                                      | 6                                      | 7                                      | 8                                      | 9                                      | 10                                     | 11                                     | 12                                     |
| -------------------------------------- | -------------------------------------- | -------------------------------------- | -------------------------------------- | -------------------------------------- | -------------------------------------- | -------------------------------------- | -------------------------------------- | -------------------------------------- | -------------------------------------- | -------------------------------------- | -------------------------------------- | -------------------------------------- |
| Positie:                               | 38                                     | 36                                     | 29                                     | 26                                     | 17                                     | 18                                     | 12                                     | 10                                     | 11                                     | 11                                     | 14                                     | 17                                     |
| Week:                                  | 13                                     | 14                                     | 15                                     | 16                                     | 17                                     | 18                                     | 19                                     | 20                                     | 21                                     | 22                                     | 23                                     |                                        |
| Positie:                               | 19                                     | 19                                     | 21                                     | 22                                     | 22                                     | 23                                     | 23                                     | 32                                     | 37                                     | 39                                     | 40                                     | uit                                    |

### NederlandseSingle Top 100
| Hitnotering: 27-09-2014 t/m 11-04-2015 | Hitnotering: 27-09-2014 t/m 11-04-2015 | Hitnotering: 27-09-2014 t/m 11-04-2015 | Hitnotering: 27-09-2014 t/m 11-04-2015 | Hitnotering: 27-09-2014 t/m 11-04-2015 | Hitnotering: 27-09-2014 t/m 11-04-2015 | Hitnotering: 27-09-2014 t/m 11-04-2015 | Hitnotering: 27-09-2014 t/m 11-04-2015 | Hitnotering: 27-09-2014 t/m 11-04-2015 | Hitnotering: 27-09-2014 t/m 11-04-2015 | Hitnotering: 27-09-2014 t/m 11-04-2015 | Hitnotering: 27-09-2014 t/m 11-04-2015 | Hitnotering: 27-09-2014 t/m 11-04-2015 | Hitnotering: 27-09-2014 t/m 11-04-2015 | Hitnotering: 27-09-2014 t/m 11-04-2015 | Hitnotering: 27-09-2014 t/m 11-04-2015 |
| Week:                                  | 1                                      | 2                                      | 3                                      | 4                                      | 5                                      | 6                                      | 7                                      | 8                                      | 9                                      | 10                                     | 11                                     | 12                                     | 13                                     | 14                                     | 15                                     |
| -------------------------------------- | -------------------------------------- | -------------------------------------- | -------------------------------------- | -------------------------------------- | -------------------------------------- | -------------------------------------- | -------------------------------------- | -------------------------------------- | -------------------------------------- | -------------------------------------- | -------------------------------------- | -------------------------------------- | -------------------------------------- | -------------------------------------- | -------------------------------------- |
| Positie:                               | 81                                     | 68                                     | 58                                     | 43                                     | 43                                     | 28                                     | 23                                     | 20                                     | 21                                     | 19                                     | 23                                     | 22                                     | 26                                     | 33                                     | 32                                     |
| Week:                                  | 16                                     | 17                                     | 18                                     | 19                                     | 20                                     | 21                                     | 22                                     | 23                                     | 24                                     | 25                                     | 26                                     | 27                                     | 28                                     | 29                                     |                                        |
| Positie:                               | 25                                     | 25                                     | 23                                     | 19                                     | 23                                     | 29                                     | 31                                     | 34                                     | 36                                     | 38                                     | 45                                     | 62                                     | 80                                     | 88                                     | uit                                    |

### 3FM Mega Top 50
| Hitnotering: 27-09-2014 t/m 21-03-2015 | Hitnotering: 27-09-2014 t/m 21-03-2015 | Hitnotering: 27-09-2014 t/m 21-03-2015 | Hitnotering: 27-09-2014 t/m 21-03-2015 | Hitnotering: 27-09-2014 t/m 21-03-2015 | Hitnotering: 27-09-2014 t/m 21-03-2015 | Hitnotering: 27-09-2014 t/m 21-03-2015 | Hitnotering: 27-09-2014 t/m 21-03-2015 | Hitnotering: 27-09-2014 t/m 21-03-2015 | Hitnotering: 27-09-2014 t/m 21-03-2015 | Hitnotering: 27-09-2014 t/m 21-03-2015 | Hitnotering: 27-09-2014 t/m 21-03-2015 | Hitnotering: 27-09-2014 t/m 21-03-2015 | Hitnotering: 27-09-2014 t/m 21-03-2015 | Hitnotering: 27-09-2014 t/m 21-03-2015 | Hitnotering: 27-09-2014 t/m 21-03-2015 | Hitnotering: 27-09-2014 t/m 21-03-2015 | Hitnotering: 27-09-2014 t/m 21-03-2015 | Hitnotering: 27-09-2014 t/m 21-03-2015 | Hitnotering: 27-09-2014 t/m 21-03-2015 | Hitnotering: 27-09-2014 t/m 21-03-2015 | Hitnotering: 27-09-2014 t/m 21-03-2015 | Hitnotering: 27-09-2014 t/m 21-03-2015 | Hitnotering: 27-09-2014 t/m 21-03-2015 | Hitnotering: 27-09-2014 t/m 21-03-2015 | Hitnotering: 27-09-2014 t/m 21-03-2015 | Hitnotering: 27-09-2014 t/m 21-03-2015 | Hitnotering: 27-09-2014 t/m 21-03-2015 |
| Week:                                  | 1                                      | 2                                      | 3                                      | 4                                      | 5                                      | 6                                      | 7                                      | 8                                      | 9                                      | 10                                     | 11                                     | 12                                     | 13                                     | 14                                     | 15                                     | 16                                     | 17                                     | 18                                     | 19                                     | 20                                     | 21                                     | 22                                     | 23                                     | 24                                     | 25                                     | 26                                     |                                        |
| -------------------------------------- | -------------------------------------- | -------------------------------------- | -------------------------------------- | -------------------------------------- | -------------------------------------- | -------------------------------------- | -------------------------------------- | -------------------------------------- | -------------------------------------- | -------------------------------------- | -------------------------------------- | -------------------------------------- | -------------------------------------- | -------------------------------------- | -------------------------------------- | -------------------------------------- | -------------------------------------- | -------------------------------------- | -------------------------------------- | -------------------------------------- | -------------------------------------- | -------------------------------------- | -------------------------------------- | -------------------------------------- | -------------------------------------- | -------------------------------------- | -------------------------------------- |
| Positie:                               | 44                                     | 42                                     | 45                                     | 36                                     | 28                                     | 13                                     | 12                                     | 11                                     | 10                                     | 10                                     | 11                                     | 15                                     | 18                                     | 19                                     | 21                                     | 22                                     | 23                                     | 18                                     | 18                                     | 17                                     | 19                                     | 26                                     | 30                                     | 41                                     | 41                                     | 41                                     | uit                                    |

### VlaamseUltratop 50
| Hitnotering (week 1 t/m 3): 15-11-2014 t/m 29-11-2014 Hitnotering (week 4 t/m 5): 13-12-2014 t/m 20-12-2014 Hitnotering (week 6 t/m 10): 17-01-2015 t/m 14-02-2015 | Hitnotering (week 1 t/m 3): 15-11-2014 t/m 29-11-2014 Hitnotering (week 4 t/m 5): 13-12-2014 t/m 20-12-2014 Hitnotering (week 6 t/m 10): 17-01-2015 t/m 14-02-2015 | Hitnotering (week 1 t/m 3): 15-11-2014 t/m 29-11-2014 Hitnotering (week 4 t/m 5): 13-12-2014 t/m 20-12-2014 Hitnotering (week 6 t/m 10): 17-01-2015 t/m 14-02-2015 | Hitnotering (week 1 t/m 3): 15-11-2014 t/m 29-11-2014 Hitnotering (week 4 t/m 5): 13-12-2014 t/m 20-12-2014 Hitnotering (week 6 t/m 10): 17-01-2015 t/m 14-02-2015 | Hitnotering (week 1 t/m 3): 15-11-2014 t/m 29-11-2014 Hitnotering (week 4 t/m 5): 13-12-2014 t/m 20-12-2014 Hitnotering (week 6 t/m 10): 17-01-2015 t/m 14-02-2015 | Hitnotering (week 1 t/m 3): 15-11-2014 t/m 29-11-2014 Hitnotering (week 4 t/m 5): 13-12-2014 t/m 20-12-2014 Hitnotering (week 6 t/m 10): 17-01-2015 t/m 14-02-2015 | Hitnotering (week 1 t/m 3): 15-11-2014 t/m 29-11-2014 Hitnotering (week 4 t/m 5): 13-12-2014 t/m 20-12-2014 Hitnotering (week 6 t/m 10): 17-01-2015 t/m 14-02-2015 | Hitnotering (week 1 t/m 3): 15-11-2014 t/m 29-11-2014 Hitnotering (week 4 t/m 5): 13-12-2014 t/m 20-12-2014 Hitnotering (week 6 t/m 10): 17-01-2015 t/m 14-02-2015 | Hitnotering (week 1 t/m 3): 15-11-2014 t/m 29-11-2014 Hitnotering (week 4 t/m 5): 13-12-2014 t/m 20-12-2014 Hitnotering (week 6 t/m 10): 17-01-2015 t/m 14-02-2015 | Hitnotering (week 1 t/m 3): 15-11-2014 t/m 29-11-2014 Hitnotering (week 4 t/m 5): 13-12-2014 t/m 20-12-2014 Hitnotering (week 6 t/m 10): 17-01-2015 t/m 14-02-2015 | Hitnotering (week 1 t/m 3): 15-11-2014 t/m 29-11-2014 Hitnotering (week 4 t/m 5): 13-12-2014 t/m 20-12-2014 Hitnotering (week 6 t/m 10): 17-01-2015 t/m 14-02-2015 | Hitnotering (week 1 t/m 3): 15-11-2014 t/m 29-11-2014 Hitnotering (week 4 t/m 5): 13-12-2014 t/m 20-12-2014 Hitnotering (week 6 t/m 10): 17-01-2015 t/m 14-02-2015 | Hitnotering (week 1 t/m 3): 15-11-2014 t/m 29-11-2014 Hitnotering (week 4 t/m 5): 13-12-2014 t/m 20-12-2014 Hitnotering (week 6 t/m 10): 17-01-2015 t/m 14-02-2015 | Hitnotering (week 1 t/m 3): 15-11-2014 t/m 29-11-2014 Hitnotering (week 4 t/m 5): 13-12-2014 t/m 20-12-2014 Hitnotering (week 6 t/m 10): 17-01-2015 t/m 14-02-2015 |
| Week: | 1 | 2 | 3 | | 4 | 5 | | 6 | 7 | 8 | 9 | 10 | |
| --- | --- | --- | --- | --- | --- | --- | --- | --- | --- | --- | --- | --- | --- |
| Positie: | 44 | 40 | 39 | uit | 47 | 50 | uit | 47 | 45 | 45 | 36 | 44 | uit |